# Charles Robert Jenkins
Charles Robert Jenkins (ur. 18 lutego 1940 w Rich Square w Karolinie Północnej, zm. 11 grudnia 2017 w Japonii) – amerykański żołnierz, który w 1965 roku uciekł do Korei Północnej.

## Życiorys
Od 1963 roku Jenkins odbywał służbę wojskową w Korei Południowej, w pobliżu granicy z Koreą Północną. W styczniu 1965 roku Jenkins uciekł do Korei Północnej. Armia amerykańska oskarżyła Jenkinsa o dezercję, choć jego rodzina utrzymywała, że porwano go i poddano praniu mózgu.
W 1980 roku Charles Robert Jenkins ożenił się z Japonką Hitomi Sogą, którą uprowadzono w 1978 roku. Soga poznała Jenkinsa w Korei Północnej, podczas lekcji języka angielskiego. Według Jenkinsa, małżeństwo było „bardzo szczęśliwe”. Para miała dwie córki.
W 1980 roku Jenkins zagrał w filmie propagandowym. Dzięki filmowi Stany Zjednoczone dowiedziały się, że dezerter żyje.
W 2003 roku Hitomi Soga wyjechała do Japonii, gdzie wszczęła kampanię o sprowadzeniu reszty rodziny. Od tego momentu Jenkins żył w strachu, gdyż za ucieczkę z Korei Północnej karano zarówno uciekiniera jak i jego rodzinę. W północnokoreańskiej prasie chwalił politykę Kim Dzong Ila oraz zapewnił, że nie wiedział nic o planach żony. W marcu 2004 do Pjongjangu przybył premier Japonii Jun’ichirō Koizumi. Spotkał się z Jenkinsem i namawiał go do ucieczki z Korei Północnej. Koizumi posiadał listowną zgodę Kim Dzong Ila na opuszczenie Korei przez Jenkinsa. Dzień przed wyjazdem Jenkinsa odwiedziło czterech Koreańczyków. Wśród nich był północnokoreański wiceminister spraw zagranicznych, który zagroził, że nie uda się jemu i rodzinie dojechać na lotnisko. Jenkins odmówił wtedy dojazdu. Za lojalność otrzymał zgodę na spotkanie z żoną w Indonezji. Początkowo Jenkins próbował namówić Sogę do powrotu do Korei Północnej, ale ostatecznie Soga przekonała męża, by wyjechali do Tokio.
W 2004 roku uciekł z Korei Północnej z córkami. Wkrótce potem został aresztowany i skazany na 30 dni więzienia w bazie wojskowej USA Yokosuka w Japonii. Został zwolniony za dobre sprawowanie po 25 dniach. Następnie został przetransportowany do amerykańskiego obozu wojskowego Zama, gdzie spotkał się z rodziną.
Na podstawie jego ucieczki powstał w 2006 roku film dokumentalny Przekroczyć granicę.
Zmarł 11 grudnia 2017 roku.

## Nieprawdziwe informacje
Nieprawdą jest, że Jenkinsa użyto do nakłaniania do współpracy marynarzy ze szpiegowskiej jednostki USS "Pueblo" (AGER-2).